# Dosko Beveren
KV Dosko Beveren is een Belgische voetbalclub uit Beveren bij Roeselare. De club is aangesloten bij de KBVB met stamnummer 4334 en heeft groen-wit als kleuren. De eerste ploeg speelt al zijn hele bestaan in de provinciale reeksen.
Dosko Beveren bestaat uit 2 eerste ploegen en uit een jeugdafdeling. De jeugdafdeling bestaat uit bijna 20 ploegen, van de benjamintjes tot aan de bijzondere junioren.

## Geschiedenis
Voor de Tweede Wereldoorlog speelden in Beveren de wijkploegjes Beverse Durvers (1931-1934) en Blue Star (1937-1941). Op de Kapelhoek werd in 1940 een ploeg met de naam Dosko opgericht. Men sloot aan bij de Katholieke Vlaamse Sportfederatie (KVS), die echter in 1944 werd ontbonden.
Er werd uiteindelijk een nieuwe ploeg opgericht, die in het seizoen 1946/47 startte bij de Belgische Voetbalbond onder de naam Dosko (Door Onderlinge Samenwerking Komt Overwinning). De club ging van start in de laagste afdeling, en bleef er jarenlang spelen. Na het winnen van een eindronde promoveerde men na 1966/67 naar Derde Provinciale. De club bleef sterk presteren, en steeg na 1970/71 verder naar Tweede Provinciale.
Op 10 juni 1971 veranderde Dosko van "feitelijke vereniging"naar vzw. Tussen de jaren 1973 en 1978 kende men echter een turbulente tijd met veel ups en downs. Van Derde Provinciale in 1973, promoveerde men in 1975 weer naar Tweede, om in 1978 terug naar Derde provinciale te zakken.
In de eerste helft van de jaren 90 kende de club weer een goede periode. Via de eindronde promoveerde Dosko naar Tweede Provinciale na het seizoen 1988/89. Na het seizoen 1994/95 kwam Dosko voor de eerste maal in haar geschiedenis in Eerste Provinciale, de hoogste provinciale reeks, terecht. Na drie seizoenen zakte Dosko weer, maar onmiddellijk kon men na het behalen van de titel (1998/99) de plaats in Eerste Provinciale terug in nemen.
Bij het begin van de 21ste eeuw viel men echter een stuk terug. Na de seizoenen 2000/01 en 2001/02 zakte Dosko opnieuw en belandde zo in Derde Provinciale. Na 2002/03 promoveerde men weer via het winnen van de eindronde, maar men kon slechts een jaar in Tweede blijven en zakte opnieuw. In 2005/06 werd men kampioen in Derde Provinciale, met opnieuw een promotie als resultaat.